# NGC 788
NGC 788 is een spiraalvormig sterrenstelsel in het sterrenbeeld Walvis. Het hemelobject werd op 10 september 1785 ontdekt door de Duits-Britse astronoom William Herschel.

## Synoniemen
- PGC 7656
- MCG -1-6-25